# Vala Kristín Eiríksdóttir
Vala Kristín Eiríksdóttir (* 25. Dezember 1991) ist eine isländische Schauspielerin.

## Leben und Karriere
Vala wurde am 25. Dezember 1991 geboren. Sie schloss ihr Studium an der Kunstakademie Islands ab. Zudem arbeitet sie als Hauptdarstellerin im Stadttheater von Reykjavík. Ihre erste Rolle war Isobel in dem Theaterstück Bull. Ihr Filmdebüt gab sie 2012 in dem Kurzfilm Outdated. Anschließend war sie 2016 in dem Film Reykjavík zu sehen.
2018 trat sie in Gegen den Strom auf. Vala spielte in der Fernsehserie Ordinary People die Hauptrolle, für die sie beim isländischen Film- und Fernsehpreis Edda als beste Hauptdarstellerin nominiert wurde. Außerdem bekam sie 2023 eine Rolle in dem Film Kuldi.

## Filmografie (Auswahl)
Filme
- 2012: Outdated
- 2016: Reykjavík
- 2018: Gegen den Strom
- 2023: Kuldi

Serien
- 2017: Fangar
- 2018–2023: Venjulegt fólk
- 2019: Pabbahelgar
- 2023: Afturelding